# Strâmtoarea Cook

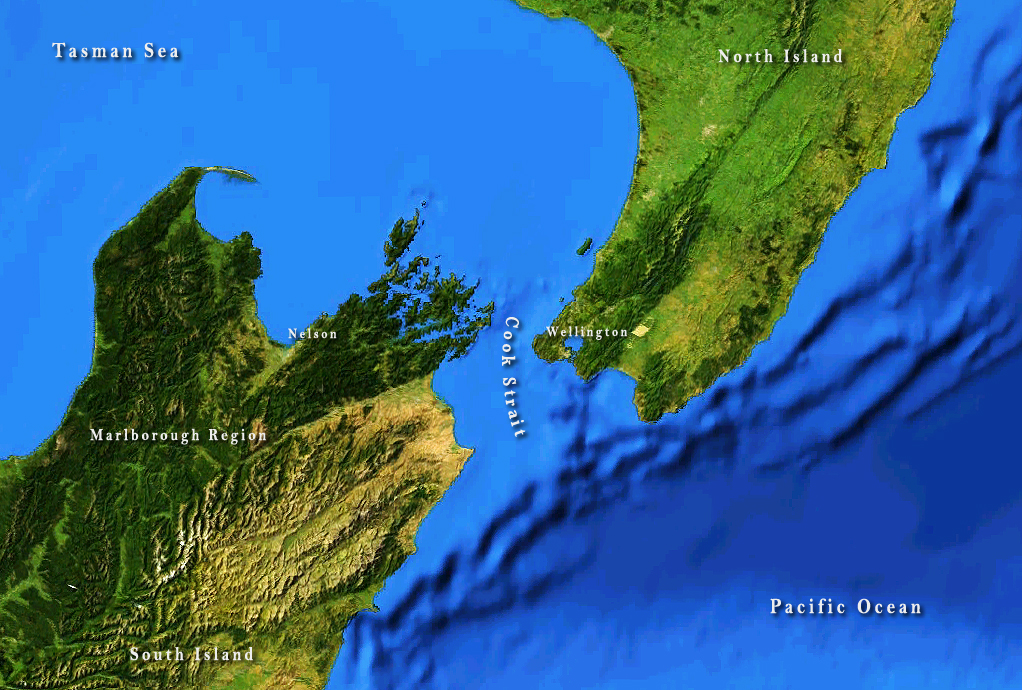
Strâmtoarea Cook

Strâmtoarea Cook (Cook Strait) desparte insula de nord de cea de sud a Noii Zeelande. 

## Date geografice
Strâmtoarea pe porțiunea cea mai îngustă măsoară 22 de km, ea desparte Marea Tasmaniei care se află la vest, de Pacific situat la est de Noua Zeelandă. Partea de nord a strâmtorii are numai o addâncime de 100 - 200 de m, pe când în porțiunile mai înguste, produse de mișcările tectonice oscilează între 100 și 300 de m. Fundul mării la sud de strâmtoare  formează un canion adânc unde marea atinge adâncimea de 1.500 m.

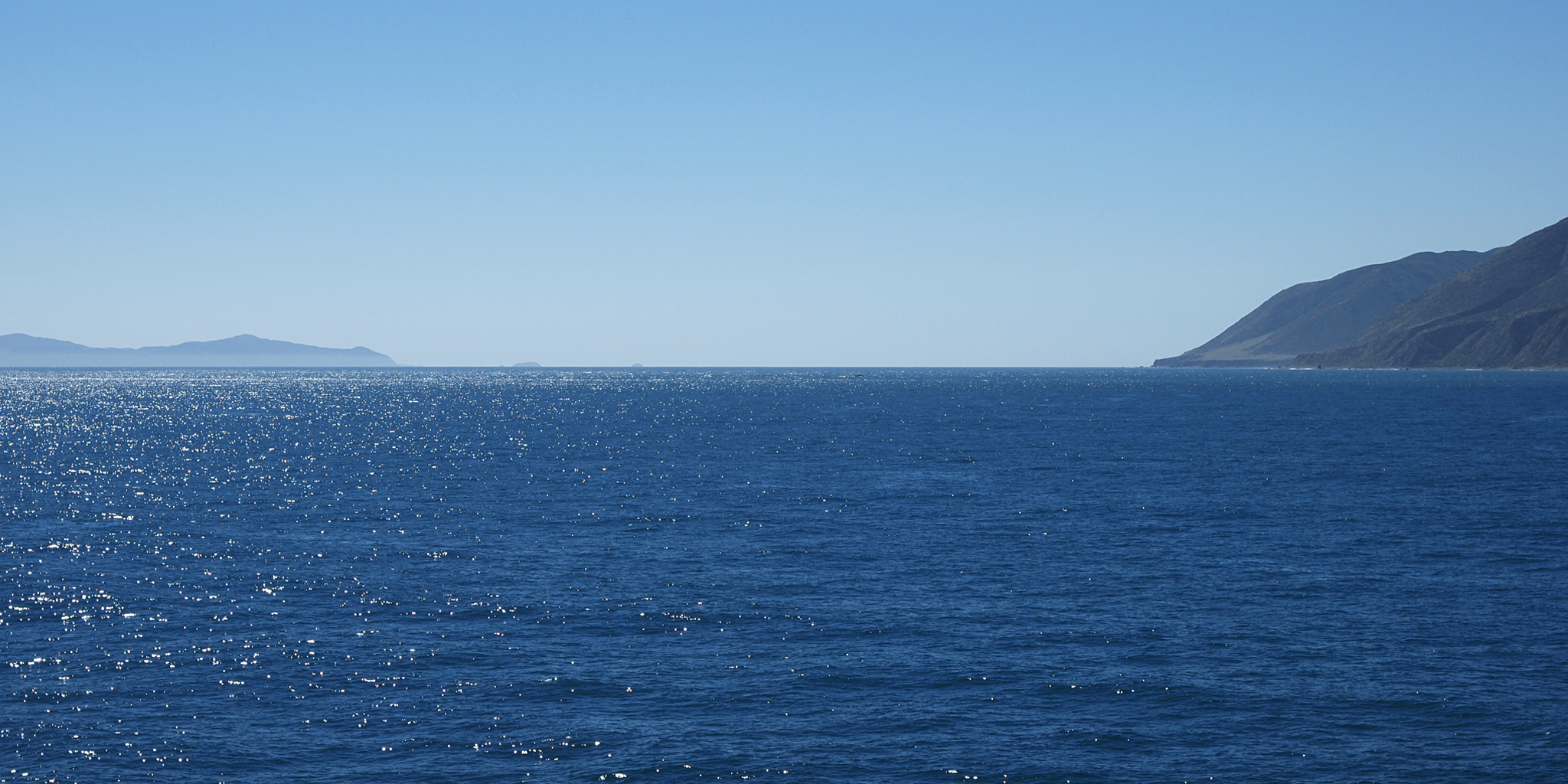
Strâmtoarea Cook

## Istoric
Înainte de sosirea europenilor, locuitorii indigeni maori străbăteau cu canoele lor strâmtoarea. Ei au denumit Strâmtoarea Cook, - Raukawa și considerau apa sfântă în mitologia lor.

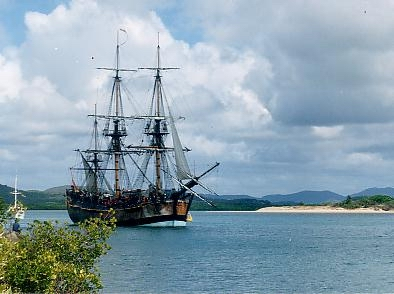
Corabia reconstruită a lui James Cook

Indigenul care traversa prima oară strâmtoarea nu avea voie să privească la stânga sau la dreapta ci numai înainte. Căpetenia maoră Te Rauparaha (1760—1849) care este renumit prin bătăliile purtate, a traversat de mai multe ori strâmtoarea cu canoe de 30 m lungime, care uneori pentru a-i mări stabilitatea erau legate câte două printr-o punte. Primul care a ajuns aici în anul 1642 a fost navigatorul olandez Abel Tasman (1603–1659), el a considerat strâmtoarea un golf mare. Meritului primului european care a traversat strâmtoarea îi revine navigatorului englez James Cook (1728–1779), care ajunge aici la data de 22 ianuarie 1770.  De la această dată devine strâmtoarea cunoscută. Naufragiul cel mai grav, cunoscut de pe strâmtoare a avut loc noaptea la data de 12 febuarie 1909, când pachebotul Penguin   din cauza unei furtuni violente s-a scufundat la intrarea în portul Wellington Harbour murind tot echipajul împreună cu 72 de pasageri.